# Danvers (Minnesota)
Danvers és una població dels Estats Units a l'estat de Minnesota. Segons el cens del 2000 tenia 108 habitants.

## Demografia
Segons el cens del 2000, Danvers tenia 108 habitants, 43 habitatges, i 31 famílies. La densitat de població era de 59,6 habitants per km².
Dels 43 habitatges en un 37,2% hi vivien nens de menys de 18 anys, en un 65,1% hi vivien parelles casades, en un 2,3% dones solteres, i en un 27,9% no eren unitats familiars. En el 23,3% dels habitatges hi vivien persones soles el 16,3% de les quals corresponia a persones de 65 anys o més que vivien soles. El nombre mitjà de persones vivint en cada habitatge era de 2,51 i el nombre mitjà de persones que vivien en cada família era de 3.
Per edats la població es repartia de la següent manera: un 28,7% tenia menys de 18 anys, un 6,5% entre 18 i 24, un 24,1% entre 25 i 44, un 25% de 45 a 60 i un 15,7% 65 anys o més.
L'edat mediana era de 39 anys. Per cada 100 dones de 18 o més anys hi havia 87,8 homes.
La renda mediana per habitatge era de 44.000 $ i la renda mediana per família de 45.938 $. Els homes tenien una renda mediana de 38.000 $ mentre que les dones 20.313 $. La renda per capita de la població era de 23.452 $. Cap de les famílies i el 4,7% de la població estaven per davall del llindar de pobresa.

## Poblacions més properes
El següent diagrama mostra les poblacions més properes.